# Saint-Pierre-de-Mailloc
Pour les articles homonymes, voir Saint-Pierre.
Saint-Pierre-de-Mailloc [sɛ̃ pjɛʁ də majo]  est une ancienne commune française, située dans le département du Calvados en région Normandie, devenue le 1er janvier 2016 une commune déléguée au sein de la commune nouvelle de Valorbiquet.
Elle est peuplée de 493 habitants (les Petro-Maillochins).

## Géographie
Le bourg de Saint-Pierre-de-Mailloc est situé sur une colline sur la rive gauche de l´Orbiquet, entre Lisieux et Orbec.
| Saint-Martin-de-Mailloc | Saint-Martin-de-Mailloc, Saint-Julien-de-Mailloc | Saint-Julien-de-Mailloc    |
| Prêtreville             | Saint-Pierre-de-Mailloc                          | La Chapelle-Yvon           |
| Prêtreville             | Saint-Cyr-du-Ronceray                            | La Chapelle-Yvon, Tordouet |

## Toponymie
Le nom de la localité est attesté sous les formes Sanctus Petrus de Colle (sans date), Saint-Pierre-du-Tertre au XIVe siècle (pouillé de Lisieux, p. 34), jusqu'en 1729.
La paroisse est dédiée à l'apôtre Pierre. 
Saint-Pierre, « lieu voué à  Saint-Pierre appartenant à la famille de Mailloc »; le -c ne se prononce pas). Le déterminant de-Mailloc (prononcé [majɔ] est partagé par trois des communes voisines.
Le déterminant de-Mailloc se réfère à la famille de Mailloc , dont l'histoire est liée à d'autres communes des environs et qui possédait le « château des quatre Maillocs » à Saint-Julien-de-Mailloc, élève son territoire en marquisat, et les communes qui en dépendent prennent alors la dénomination de-Mailloc.

## Histoire
On peut apercevoir quatre maillets sur l'une des tours du château. Les quatre tours sont dirigées chacune vers un des villages Mailloc : Saint-Pierre, Saint-Martin, Saint-Denis et Saint-Julien.
La commune était traversée par la ligne de chemin de fer La Trinité-de-Réville - Lisieux, la gare se situait à proximité du château.

## Politique et administration
| Période                                  | Période | Identité        | Étiquette | Qualité                              |
| ---------------------------------------- | ------- | --------------- | --------- | ------------------------------------ |
| ?                                        | 2004    | Jacques Couderc | -         | -                                    |
| 2004                                     | 2015    | Marc Aunay      | SE        | Conducteur de travaux France Télécom |
| Les données manquantes sont à compléter. |         |                 |           |                                      |

Le conseil municipal est composé de quinze membres dont le maire et deux adjoints.

## Démographie
L'évolution du nombre d'habitants est connue à travers les recensements de la population effectués dans la commune depuis 1793. À partir du 1er janvier 2009, les populations légales des communes sont publiées annuellement dans le cadre d'un recensement qui repose désormais sur une collecte d'information annuelle, concernant successivement tous les territoires communaux au cours d'une période de cinq ans. 
Pour les communes de moins de 10 000 habitants, une enquête de recensement portant sur toute la population est réalisée tous les cinq ans, les populations légales des années intermédiaires étant quant à elles estimées par interpolation ou extrapolation. Pour la commune, le premier recensement exhaustif entrant dans le cadre du nouveau dispositif a été réalisé en 2008,.
En 2021, la commune comptait 493 habitants, en évolution de −0,4 % par rapport à 2015 (Calvados : +1,58 %, France hors Mayotte : +2,49 %).
Saint-Pierre-de-Mailloc a compté jusqu'à 901 habitants en 1806.
| 1793 | 1800 | 1806 | 1821 | 1831 | 1836 | 1841 | 1846 | 1851 |
| ---- | ---- | ---- | ---- | ---- | ---- | ---- | ---- | ---- |
| 802  | 729  | 901  | 800  | 747  | 726  | 732  | 733  | 700  |

| 1856 | 1861 | 1866 | 1872 | 1876 | 1881 | 1886 | 1891 | 1896 |
| ---- | ---- | ---- | ---- | ---- | ---- | ---- | ---- | ---- |
| 666  | 709  | 670  | 602  | 569  | 487  | 536  | 470  | 417  |

| 1901 | 1906 | 1911 | 1921 | 1926 | 1931 | 1936 | 1946 | 1954 |
| ---- | ---- | ---- | ---- | ---- | ---- | ---- | ---- | ---- |
| 411  | 380  | 343  | 275  | 288  | 273  | 263  | 317  | 294  |

| 1962 | 1968 | 1975 | 1982 | 1990 | 1999 | 2008 | 2013 | 2018 |
| ---- | ---- | ---- | ---- | ---- | ---- | ---- | ---- | ---- |
| 329  | 282  | 277  | 283  | 408  | 384  | 478  | 512  | 495  |

| 2019 | - | - | - | - | - | - | - | - |
| ---- | - | - | - | - | - | - | - | - |
| 494  | - | - | - | - | - | - | - | - |

## Culture locale et patrimoine

### Lieux et monuments
- Église Saint-Pierre des XIIe et XVIIIe siècles.
- Croix de cimetière de 1788, classée au titre des Monuments historiques depuis le 11 août 1975[15].

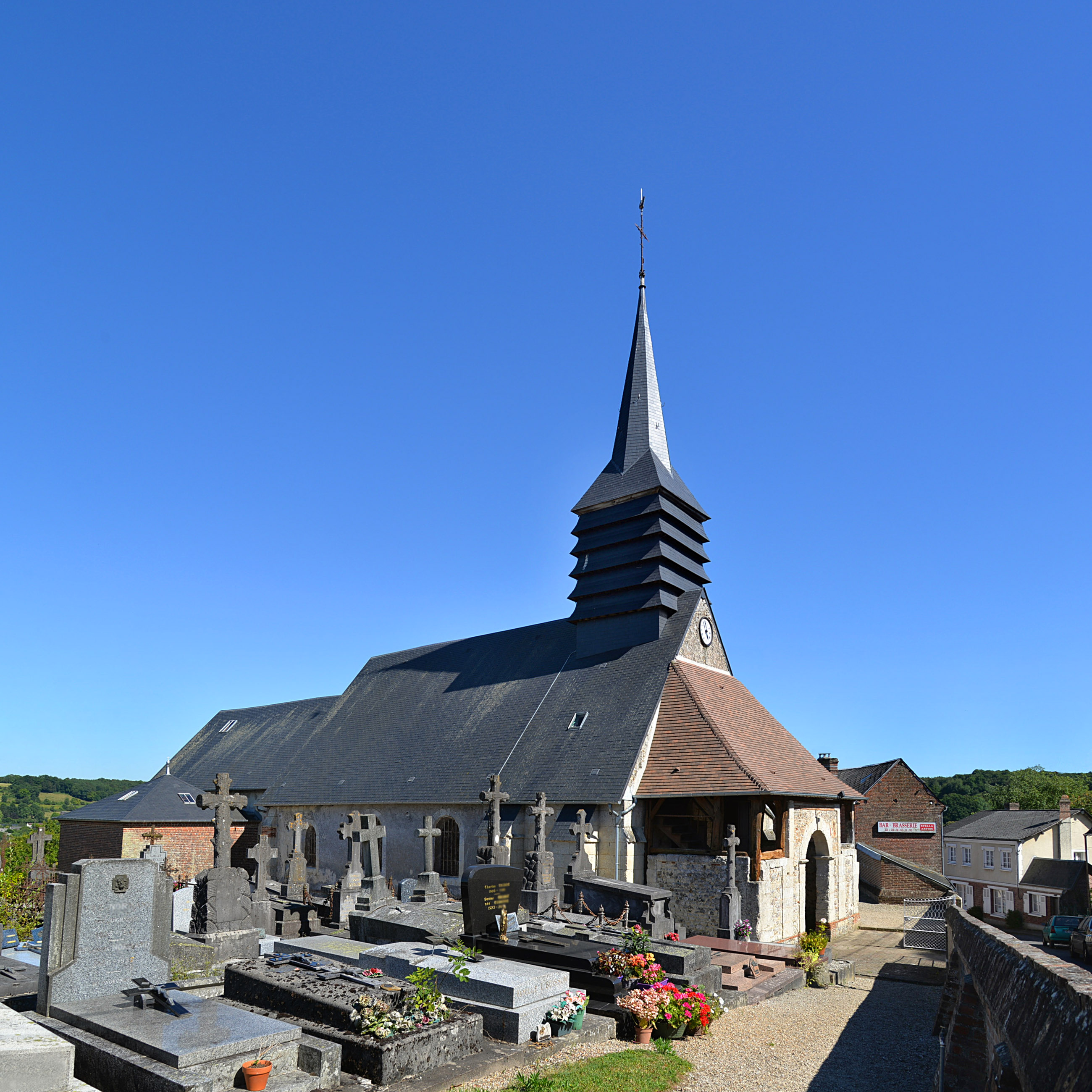
L’église Saint-Pierre.
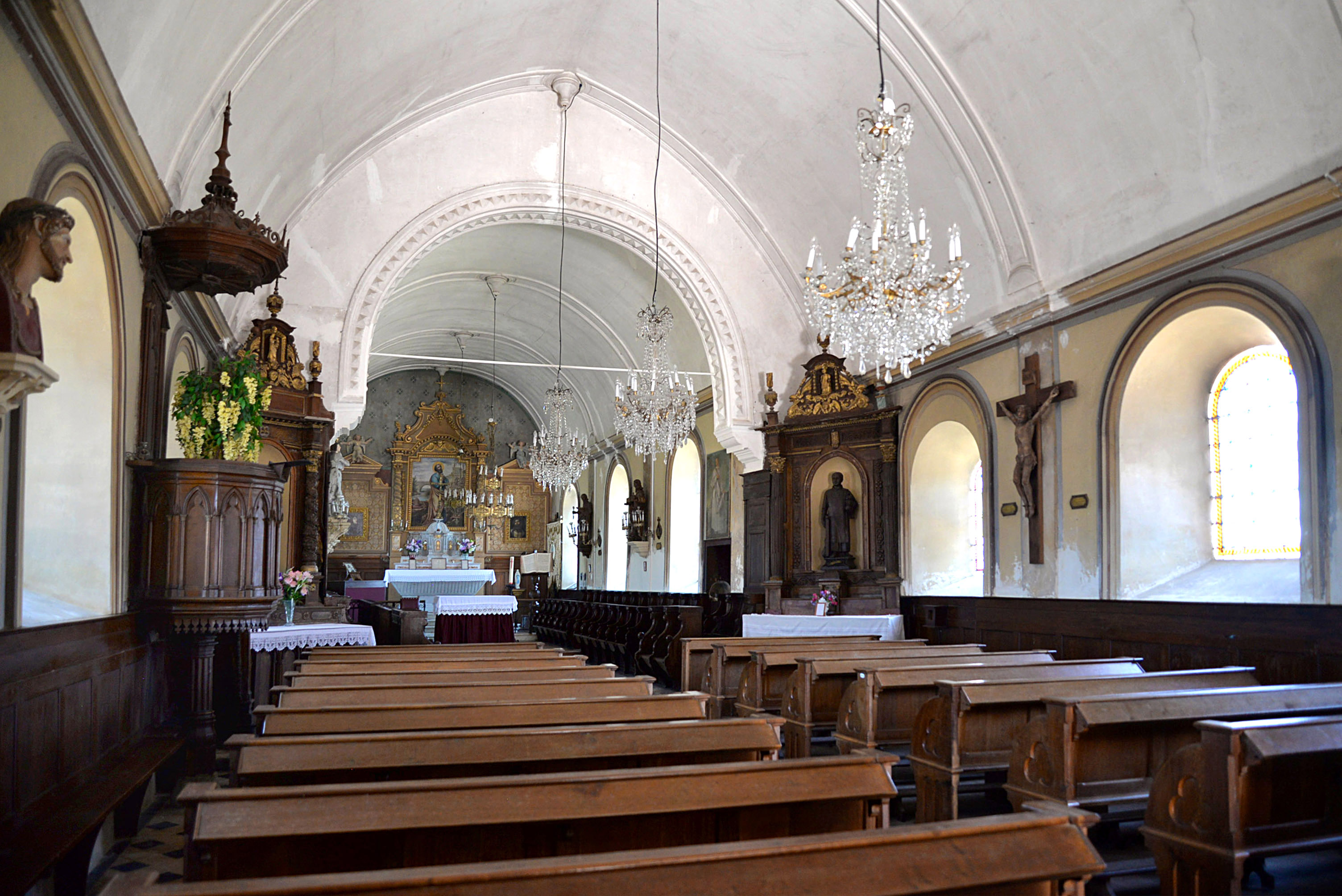
La nef de l’église Saint-Pierre.

### Héraldique
| Blason de Saint-Pierre-de-Mailloc | Blason  | De gueules à trois maillets d'or.                |
| Blason de Saint-Pierre-de-Mailloc | Détails | Le statut officiel du blason reste à déterminer. |